# 째즈 (드라마)
《째즈》는 1995년 9월 6일부터 1995년 10월 26일까지 방송되었던 SBS 수목 드라마였다.

## 등장 인물

### 주요 인물
- 최진실 - 채송화 역
- 변우민 - 오달수 역
- 한재석 - 이하늘 역
- 조민기 - 윤바다 역
- 정혜영 - 홍단비, 정단비 역
- 정성환 - 강한새 역

### 주변 인물
- 정성모 - 유병욱 역
- 이호성 - 손용기 역
- 임대호 - 엄한섭 역
- 최란
- 하재영
- 정욱 - 이 회장 역
- 박정수 - 이하늘 어머니 역
- 남성훈 - 강봉수 역
- 심양홍
- 최종원 - 강 사장 역

### 그 외 인물
- 나영진
- 유승봉
- 김지남
- 안석환 - 변호사 역
- 박광정
- 서혜린 - 장선옥 역
- 김선민
- 이승신 - 강인화 역
- 현규환 - 김경일 역
- 최준용 - 최필교 역
- 김인수
- 김민수
- 송현주
- 이준
- 이상범
- 최성국 - 이동철 역
- 박재훈 - 김우진 역
- 정나온
- 권도경
- 고우정
- 김홍표
- 김희정
- 오아랑
- 옥승일
- 황미선
- 양형욱

## 수상
- 1995년 1995 SBS 스타상 드라마 부문 여자 최우수 연기상 - 최진실
- 1996년 제32회 백상예술대상 기술상 - 함창기 (촬영)

## 참고 사항
- 이 프로그램은 자동차의 안전벨트를 매지 않거나 오토바이 헬멧을 착용하지 않고 달리는 장면을 여러 차례 방영해 위법 행위를 조장하여 방송위원회로부터 경고 조치를 받았다.[1]
- 조민기(윤바다 역)를 해당 프로그램 앞 시간에 방송되었던 KBS 2TV 일일 드라마 《내 사랑 유미》와 겹치기 출연으로[2] 비난을 샀으며 조민기에 앞서 김승우가 윤바다 역 물망에 올랐으나[3] 연기력 부족 때문에 탈락했다.